# Delfino (1930)
| «Дельфіно»                                                  | «Дельфіно» | «Дельфіно» |
| ----------------------------------------------------------- | --- | --- |
| Delfino                                                     | | |
|                                                             | | |
| Малюнок італійського підводного човна типу «Скуало»         | | |
| Верф                                                        | CRDA, Монфальконе | CRDA, Монфальконе |
| Під прапором                                                | Королівство Італія | Королівство Італія |
| Належність                                                  | Королівські військово-морські сили Італії | Королівські військово-морські сили Італії |
| Порт приписки                                               | Мессіна | Мессіна |
| На честь                                                    | Дельфіна | Дельфіна |
| Закладений                                                  | 27 жовтня 1928 | 27 жовтня 1928 |
| Спуск на воду                                               | 15 січня 1930 | 15 січня 1930 |
| Введений до складу флоту                                    | 11 жовтня 1930 | 11 жовтня 1930 |
| На службі                                                   | 1930—1943 | 1930—1943 |
| Загибель                                                    | 23 березня 1943 року затонув унаслідок зіткнення із судном супроводження                                                                     | 23 березня 1943 року затонув унаслідок зіткнення із судном супроводження                                                                     |
| Бойовий досвід                                              | Громадянська війна в Іспанії Друга італо-ефіопська війна Друга світова війна Битва на Середземному морі                                      | Громадянська війна в Іспанії Друга італо-ефіопська війна Друга світова війна Битва на Середземному морі                                      |
| Проєкт                                                      | | |
| Тип ПЧ                                                      | середній крейсерський підводний човен | середній крейсерський підводний човен |
| Основні характеристики                                      | | |
| Швидкість (надводна)                                        | 15,1 вузлів (28 км/год) | 15,1 вузлів (28 км/год) |
| Швидкість (підводна)                                        | 8 вузла (15 км/год) | 8 вузла (15 км/год) |
| Робоча глибина занурення                                    | 110 м | 110 м |
| Дальність плавання                                          | 5650 миль (10460 км) на швидкості 8 вузлів у надводному положенні 100 миль (186 км) на швидкості 3 вузла (5,6 км/год) у підводному положенні | 5650 миль (10460 км) на швидкості 8 вузлів у надводному положенні 100 миль (186 км) на швидкості 3 вузла (5,6 км/год) у підводному положенні |
| Екіпаж                                                      | 52 офіцери та матроси | 52 офіцери та матроси |
| Розміри                                                     | | |
| Довжина найбільша (по КВЛ)                                  | 69,8 м | 69,8 м |
| Ширина корпусу найб.                                        | 7,18 м | 7,18 м |
| Середня осадка (по КВЛ)                                     | 4,45 м | 4,45 м |
| Водотоннажність надводна                                    | 920 т | 920 т |
| Водотоннажність підводна                                    | 1146 т | 1146 т |
| Силова установка                                            | | |
| Дизель-електрична: 2 × дизельних двигуни 2 × електродвигуни | | |
| Гвинти                                                      | 2 | 2 |
| Потужність                                                  | 3 000 к. с. (дизельні двигуни) 1300 к. с. (електродвигуни)                                                                                   | 3 000 к. с. (дизельні двигуни) 1300 к. с. (електродвигуни)                                                                                   |
| Озброєння                                                   | | |
| Артилерія                                                   | 1 × 102-мм корабельна гармата 102/35 Mod. 1914                                                                                               | 1 × 102-мм корабельна гармата 102/35 Mod. 1914                                                                                               |
| Торпедно- мінне озброєння                                   | 8 × 833-мм торпедних апаратів 12 торпед | 8 × 833-мм торпедних апаратів 12 торпед |
| ППО                                                         | 2 × 12,7-мм зенітних кулемети Breda Model 1931                                                                                               | 2 × 12,7-мм зенітних кулемети Breda Model 1931                                                                                               |

«Дельфіно» (італ. Delfino) — військовий корабель, дизель-електричний середній крейсерський підводний човен типу «Скуало» Королівських ВМС Італії часів Другої світової війни. «Дельфіно» був закладений 27 жовтня 1928 року на верфі компанії CRDA у Монфальконе. 15 січня 1930 року він був спущений на воду, а 11 жовтня 1930 року увійшов до складу Королівських ВМС Італії.

## Історія служби
Після введення в озброєння човен здійснив два тривалих рейси; до Чорного моря в 1933 році та до східного Середземномор'я в 1934 році. У грудні 1936 року він патрулював східне узбережжя Іспанії під час громадянської війни в Іспанії, здійснивши один невдалий напад на торгове судно. У 1937 році, після Другої італо-ефіопської війни, «Дельфіно» відправили для операцій у Червоному морі, а наступного року він повернувся до Мессіни.
Після вступу Італії у Другу світову війну в червні 1940 року «Дельфіно» діяв в Егейському морі. 15 серпня 1940 року човен був залучений у ганебний інцидент, під час якого він торпедував і потопив на той час нейтральний корабель Elli, який стояв на якорі біля Тіносу, відвідуючи святкування Дів Марії як почесна варта. Греки були стурбовані тим, що старий модернізований легкий крейсер/мінний загороджувач Elli буде вразливим після низки неспровокованих бомбардувань італійської авіації на грецькі військово-морські судна протягом того літа. За словами міністра закордонних справ Італії графа Чіано, напад, здійснений за наказом Муссоліні, мав на меті залякати греків, які були нейтральними на той час, але, з огляду на попередні напади, нещодавно (квітень 1940) прийняли британські гарантії проти Осі. Італійський уряд спростував звинувачення Греції в організації атаки, але греки знайшли фрагменти торпед і довели, що вони були італійського походження. Італійці, у свою чергу, звинуватили англійців у тому, що вони атакували торпедами, купленими ще до війни. Операція лише об'єднала греків, зміцнивши їхню рішучість на ультиматум Італії, який вона висунула через два місяці (28 жовтня). Після війни, коли Греція отримала легкий крейсер типу «Дука д'Аоста» «Еудженіо ді Савойя» як військові репарації, його перейменували на «Еллі».
23 березня 1943 року «Дельфіно» затонув через годину після виходу з Таранто після зіткнення з ескортним судном, втративши в морській аварії 28 членів екіпажу.